# Daniel Sanchez
Daniel Sanchez (født 21. november 1953) er en tidligere fransk fodboldspiller og træner.